# ジャックアーチ

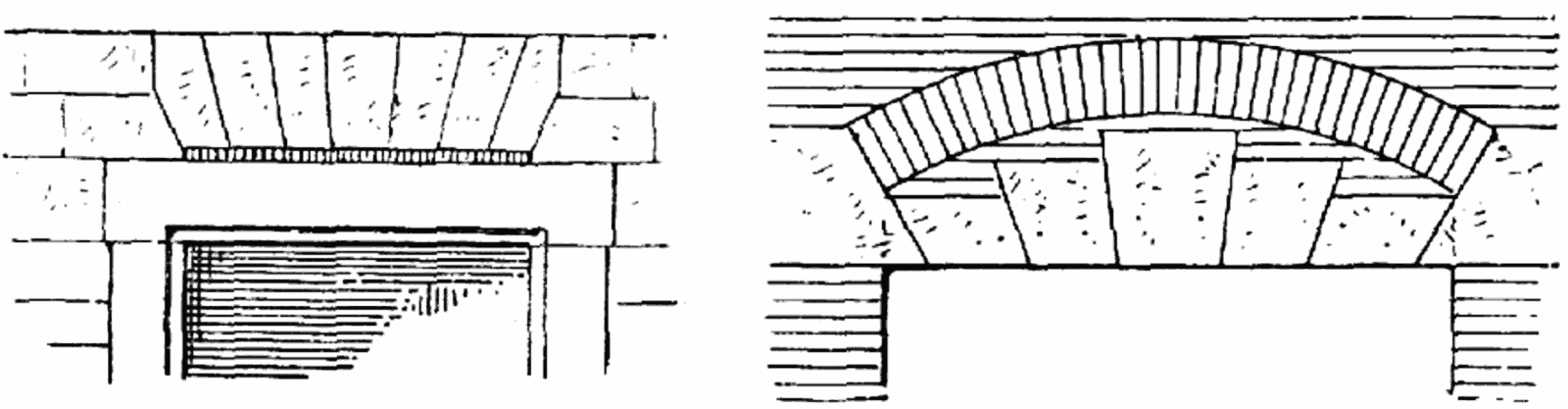
『技術百科事典』に掲載され記事に見えるジャックアーチと、上方に分散アーチを付けたジャックアーチ

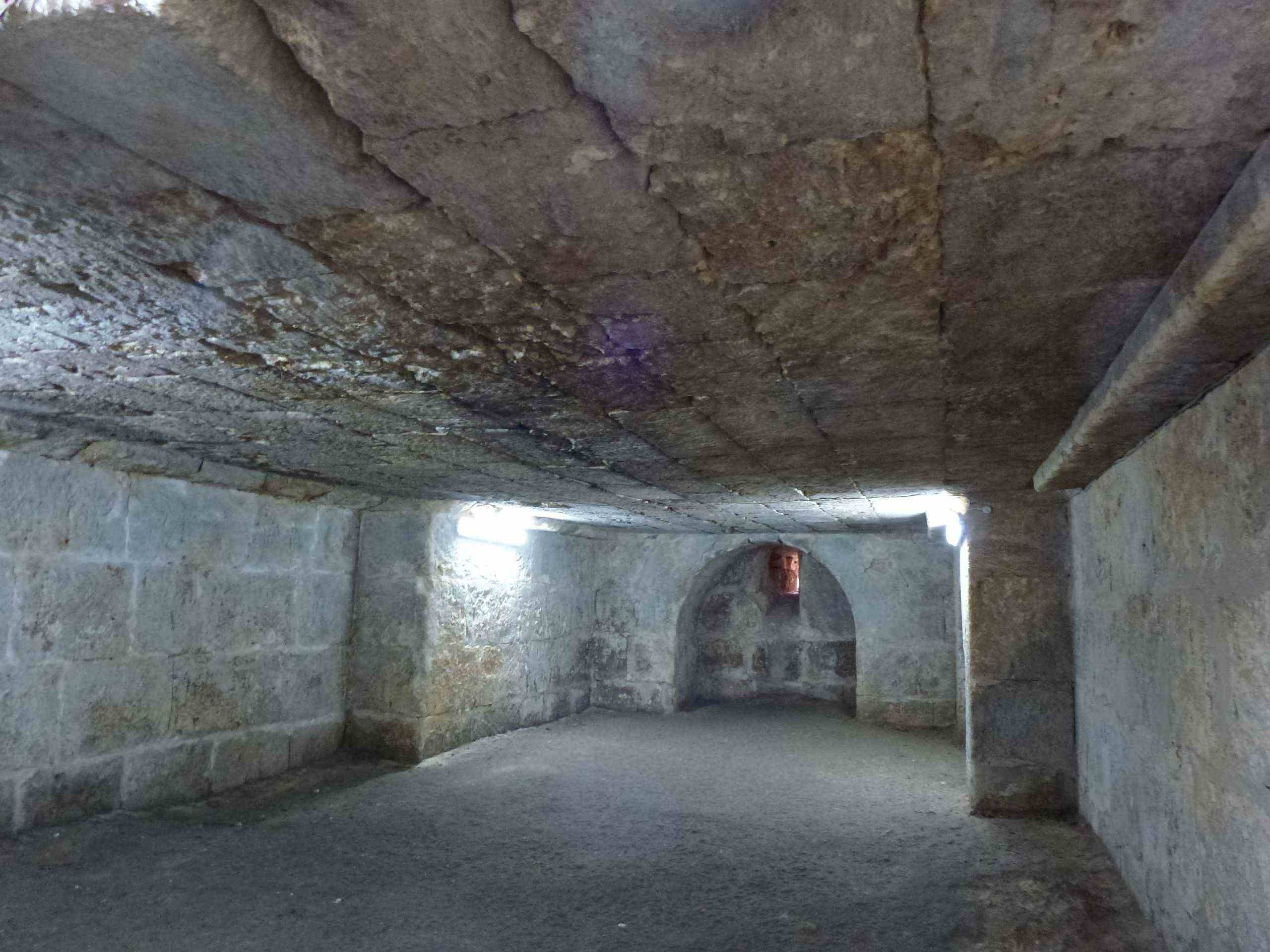
マルディンにあるデイリュズ＝ザファラン修道院のジャックアーチ、地下聖堂からの眺め

ジャックアーチ（英: Jack arch）、あるいは陸迫り（りくぜり、ろくぜり）は建築の組積造の開口部を支える石積みの構造要素である。
「フラットアーチ」や「ストレートアーチ」とも呼ばれる。

## 建築構造上の特徴
通常のアーチとは異なり、ジャックアーチは半円形でなく、平らな形状をしており、まぐさ石と同じ状況で使用される。
曲げ応力を受けるまぐさ石とは異なり、ジャックアーチは、通常のアーチと同様に石積みの圧縮強度を効率的に利用するために、個々の石積みをくさび形に切断または成形して構成される。通常のアーチと同様にジャックアーチによって生じるかなりの横方向の推力を吸収するために、両側に大量の石積みを必要とする。
まぐさ石が一枚岩でなければならず、他の手段で補強しない限り特大サイズにならざるを得ないのとは対照的に、ジャックアーチは個人でも扱える比較的小さな材料で建設できるという利点がある。

## 建築意匠上の特徴
小規模なレンガ積み組積造プロジェクトでは、ジャックアーチは通常、現場挽きよりも正確で一貫した接合幅が得られる適切なサイズの焼成粘土まぐさ石から製造される。
ジャックアーチには、装飾的な模様や要素を取り入れる余地がかなりある。 キーストーン、階段状またはアーチ状の頂部形状、ポリクロームまたは対照的な色や素材はすべて、望ましい効果を生み出すために使用することができる。

## 建築技法としての歴史
最古のジャックアーチのひとつは、トルコ東部、マルディン近郊にあるデイリュズ＝ザファラン修道院にある。礼拝堂の床（と地下聖堂の屋根）はジャックアーチで形成されており、紀元前数世紀に建設されたと言われている。